# Konstanty Kalinowski

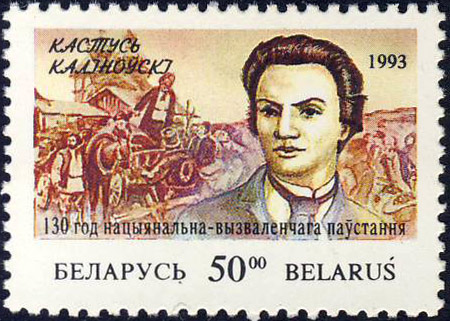
Frimärke till minnet av Kalinoŭski, utgivet 1993.

Konstanty Kalinowski, även känd som Wincenty Konstanty Kalinowski, född 2 februari 1838 i Mostowlany i guvernementet Grodno, avrättad 22 mars 1864 i Vilna, var en författare, journalist, advokat och revolutionär i kejsardömet Ryssland. Han var en förgrundsfigur i det nationella uppvaknandet bland litauer, polacker och belarusier efter polens delning. Han räknas ofta som en belarusisk nationalhjälte, men är en kontroversiell personlighet i dagens Belarus.
Kalinowski tillhörde en utblottad szlachta-familj och samarbetade nära med polska revolutionärer i Hrodna-regionen. Han gav ut flera illegala publikationer på de belarusiska och polska språken och försvarade belarusiernas uniatiska mot den ryska statsmaktens förtryck. 1863–1864 var han ledare i januariupproret mot det ryska väldet i det som en gång varit storfurstendömet Litauen, 1864 avrättades han i Vilna på grund av sin roll under oroligheterna.
Under det sovjetiska styret i Vitryska SSR hade Kalinowski en undanskymd roll på grund av sin antiryska aktivism, men efter Belarus självständighet 1991 blev han för en korttid en officiell nationalhjälte och fick minnesmärken uppkallade efter sig. I samband med att Alexander Lukasjenko kom till makten 1994 har Kalinowski åter blivit en kontroversiell figur i Belarus.
När aktivister ockuperade Oktobertorget i Minsk i mars 2006 för att protestera mot det omstridda omvalet av Lukasjenko som Belarus president, döptes torget om till "Kalinoŭski-torget", vilket dokumenterades i Jury Chasjtjvatskis dokumentär Kalinovski Square (2007).